# Жарсуат (Западно-Казахстанская область)
Жарсуат (каз. Жарсуат) — село в Бурлинском районе Западно-Казахстанской области Казахстана. Административный центр Жарсуатского сельского округа. Находится примерно в 35 км к северу от центра города Аксай на левом берегу реки Урал. Код КАТО — 273649100.

## Население
В 1999 году население села составляло 1112 человек (549 мужчин и 563 женщины). По данным переписи 2009 года, в селе проживал 1151 человек (571 мужчина и 580 женщин).